# دفيل (اللاذقية)
دفيل قرية تتبع ناحية قرى مركز الحفة في منطقة الحفة في محافظة اللاذقية. بلغ عدد سكانها 760 نسمة عام 2004.
تعرضت القرية في شهر حزيران 2012 لهجوم من قوات جيش النظام السوري، مما أدى إلى تدميرها.